# Ліона Бойд
Ліона Марія Каролін Бойд (*11 липня 1949) — канадська класична гітаристка, яку часто називають «першою леді гітари». Кавалерка Ордена Канади та Ордена Онтаріо.

## Музична кар'єра

### Ранні роки
Ліона Бойд народилася в Лондоні, але виросла в Торонто. Її батько походить з Більбао, Іспанія, а мати — з Сток-он-Тренту, Англія. Її бабуся була з Лінареса, Іспанія, батьківщини «короля класичної гітари» Андреса Сеговії . Під час першої з двох океанських подорожей її сім'ї до Канади вона дебютувала, зігравши «Bluells of Scotland» на блокфлейті в шоу талантів на кораблі.
Коли їй було тринадцять, вона отримала свою першу гітару, різдвяний подарунок, який батьки купили в Іспанії за сім років до того. Вона брала уроки у Елі Касснера, Нарсісо Епеса, Аліріо Діаса, Хуліана Бріма та Андреса Сеговії .
У 1972 році Бойд отримала ступінь бакалавра музики в Університеті Торонто, який закінчила з відзнакою. Після закінчення два роки навчалася приватно в Олександра Лагойя в Парижі.

### Виконання
У 1975 році вона виступала в Карнегі-Хол у Нью-Йорку. Андрес Сеговія надіслав їй записку, в якій говорилося: «своєю красою і талантом ти підкориш публіку, філармонію чи ні». У тому ж році вона відвідала північну Британську Колумбію та Юкон. Вона також виступала на розігріві з канадським фолк-співаком Гордоном Лайтфутом.

### Записи
У 1974 році Бойд випустила свій дебютний альбом The Guitar. Він був спродюсований Елеонорою Колдофскі і вийшов на лейблі Boot Records. Міжнародне розповсюдження платівки здійснював лейбл London Records. У 1976 році Бойд вступила до Товариства композиторів, авторів та музичних видавців Канади і заснувала власну видавничу компанію Mid-Continental Music. У 1989 році її альбом Christmas Dreams потрапив до чарту RPM 100 Top Albums. На сьогоднішній день вона має три платинових і чотири золотих альбоми в Канаді.
Станом на 2018 рік вона записала 26 студійних альбомів, зробила живий запис з Токіо, створила понад 25 музичних відео та спродюсувала три компіляції.
Протягом своєї кар'єри Бойд записувалася з Четом Аткінсом, Еріком Клептоном, Елом Ді Меолою, Ріком Емметом, Девідом Гілмором, Алексом Лайфсоном, Стівом Морсом, Canadian Brass, Андре Ганьйоном , Йо Йо Ма, Френком Міллзом, Струнцом і Фарою, Роджером Віттакером ., Георге Замфір, Павло, Джессі Кук та Олівія Ньютон-Джон .

### Участь у створенні гри
У 1995 році Лайона взяла участь у створенні канадської комп'ютерної гри The Music Game для Windows 3.1.

## Особисте життя
У 1988 році видавництво Stoddard у Торонто, Канада, опублікувало автобіографію Бойд «В моєму ключі: моє життя в любові та музиці» . У ній вона розповіла про восьмирічний роман з колишнім прем'єр-міністром Канади П'єром Трюдо. У 1992 році Бойд переїхала до Беверлі-Хіллз, Каліфорнія, де одружилася з Джоном Б. Саймоном, забудовником нерухомості.
Після того, як після виходу альбому Camino Latino музикантці діагностували «фокальну дистонію», Бойд довелося змінити стиль гри на гітарі. Вона відкрила себе заново, розвиваючи свої навички написання пісень і співу та граючи менш складні гітарні аранжування.
Після розлучення у 2004 році вона переїхала до Маямі і заснувала гітарний дует зі Срджаном Дживоє. У 2007 році переїхала до Нового Ханаану, штат Коннектикут, щоб записати з ним альбом «Liona Boyd Sings Songs of Love». Згодом вони разом гастролювали. Вона випустила альбом нью-ейдж під назвою Seven Journeys, написаний у співавторстві зі своїм продюсером Пітером Бондом. У 2010 році вона знову жила в Каліфорнії. У 2011 році придбала будинок у Палм-Біч, штат Флорида, але залишилася жити в Торонто, де записала ще 3 альбоми, продюсером яких був Пітер Бонд. Разом з акомпаніатором Майклом Савоною вона багато гастролювала Канадою. У 2016 році Бойд створила новий гастрольний дует з Ендрю Долсоном.
У серпні 2017 року видавництво Dundurn Press перевидало перші мемуари Бойд In My Own Key і опублікувало її другі мемуари No Remedy for Love.
Одне з багатьох одкровень у її книзі — Бойд розповідає, що зіграла приватний концерт для присяжних під час судового процесу у справі про вбивство О. Джея Сімпсона в середині 1990-х. Це було зроблено на прохання судді Ленса Іто, який, за словами Бойд, був великим шанувальником її музики.
У 2017 році Бойд зняла «Зимову фантазію» — різдвяний спецвипуск у прямому ефірі, який транслювався в грудні 2018 року на кількох станціях PBS, включаючи WNED-TV у Буффало, штат Нью-Йорк.
У 2018 році видавництво Blackstone Publishing випустило аудіокнигу, де Байд читає свою автобіографію «У моєму власному ключі».

## Нагороди та почесті
- Instrumental Artist of the Year, Juno Awards, five times
- Gallery of the Greats, Guitar Player Magazine
- Classical Guitar Musician of the Year, Guitar Player[en], five times
- Order of Canada, Member: 1982, Officer: 2021
- Order of Ontario, 1991
- Vanier Award, 1978
- Prix Esprit du Ciècle[16]
- Diamond Jubilee Award, 2013
- JoAnn Falletta competition Lifetime Achievement, 2018
- National Guitar Museum[en] Lifetime Achievement Award, 2019

## Дискографія
| Назва альбому                                                                  | Видавець             | Рік  |
| ------------------------------------------------------------------------------ | -------------------- | ---- |
| The Guitar/Classical Guitar                                                    | Boot/London          | 1974 |
| The Guitar Artistry of Liona Boyd                                              | Boot/London          | 1975 |
| Miniatures for Guitar                                                          | Boot/CBS Masterworks | 1977 |
| The First Lady of the Guitar                                                   | Columbia             | 1978 |
| The First Nashville Guitar Quartet (with Chet Atkins)                          | RCA                  | 1979 |
| Liona Boyd with Andrew Davis and the English Chamber Orchestra                 | CBS Masterworks      | 1979 |
| Spanish Fantasy                                                                | CBS Masterworks      | 1980 |
| A Guitar for Christmas                                                         | CBS Masterworks      | 1981 |
| The Best of Liona Boyd (compilation and new recordings)                        | CBS Masterworks      | 1982 |
| Virtuoso                                                                       | CBS Masterworks      | 1983 |
| Liona Live in Tokyo                                                            | CBS Masterworks      | 1984 |
| The Romantic Guitar of Liona Boyd                                              | CBS Masterworks      | 1985 |
| Persona                                                                        | CBS Masterworks      | 1986 |
| Encore                                                                         | A & M                | 1988 |
| Christmas Dreams                                                               | A & M                | 1989 |
| Highlights (compilation)                                                       | A & M                | 1989 |
| Paddle to the Sea                                                              | Oak Street           | 1990 |
| Dancing on the Edge                                                            | Moston               | 1991 |
| Classically Yours                                                              | Moston               | 1995 |
| Whispers of Love                                                               | Moston               | 1999 |
| The Spanish Album (compilation and new recordings)                             | Moston               | 1999 |
| Passport to Serenity (compilation)                                             | Moston               | 2000 |
| Camino Latino                                                                  | Moston               | 2002 |
| Romanza (compilation and new recordings)                                       | Moston               | 2005 |
| Liona Boyd Sings Songs of Love                                                 | Moston/Universal     | 2009 |
| Seven Journeys: Music for the Soul and Imagination (Liona Boyd and Peter Bond) | Moston/Universal     | 2009 |
| The Return… To Canada with Love                                                | Moston/Universal     | 2013 |
| A Winter Fantasy                                                               | Moston/Universal     | 2015 |
| The Relaxing Guitar of Liona Boyd (digital only compilation).                  | Moston/Universal     | 2016 |
| No Remedy for Love                                                             | Moston/Universal     | 2017 |